# Garrigàs
Garrigàs ist eine katalanische Gemeinde (municipio) mit 472 Einwohnern (Stand: 2024) in der Provinz Girona im Nordosten Spaniens. Sie liegt in der Comarca Alt Empordà. Neben dem Hauptort Garrigàs gehört die Ortschaft Arenys d’Empordà, Ermedàs, Tonyà und Vilajoan zur Gemeinde.

## Lage
Garrigàs liegt etwa 27 Kilometer nordnordöstlich von Girona unterhalb des Bergzuges Baga d’en Ferran nahe der Costa Brava auf einer Höhe von ca. 100 m. Am Westrand der Gemeinde führt die Autopista AP-7 entlang.

## Bevölkerungsentwicklung
| Jahr      | 1960 | 1970 | 1981 | 1991 | 2001 | 2011 | 2021 |
| Einwohner | 556  | 521  | 345  | 305  | 310  | 378  | 466  |

## Sehenswürdigkeiten

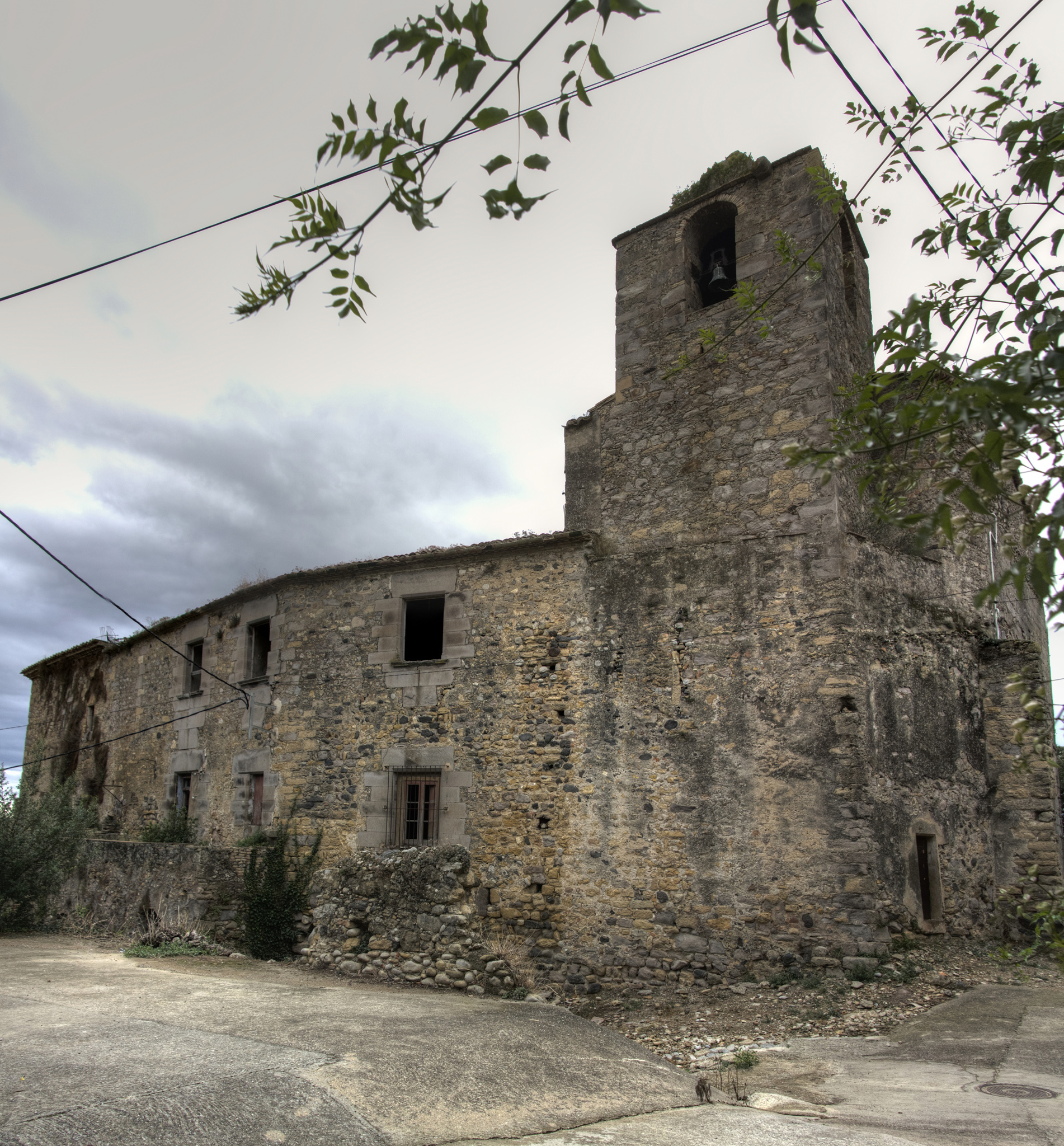
Burgruine von Arenys
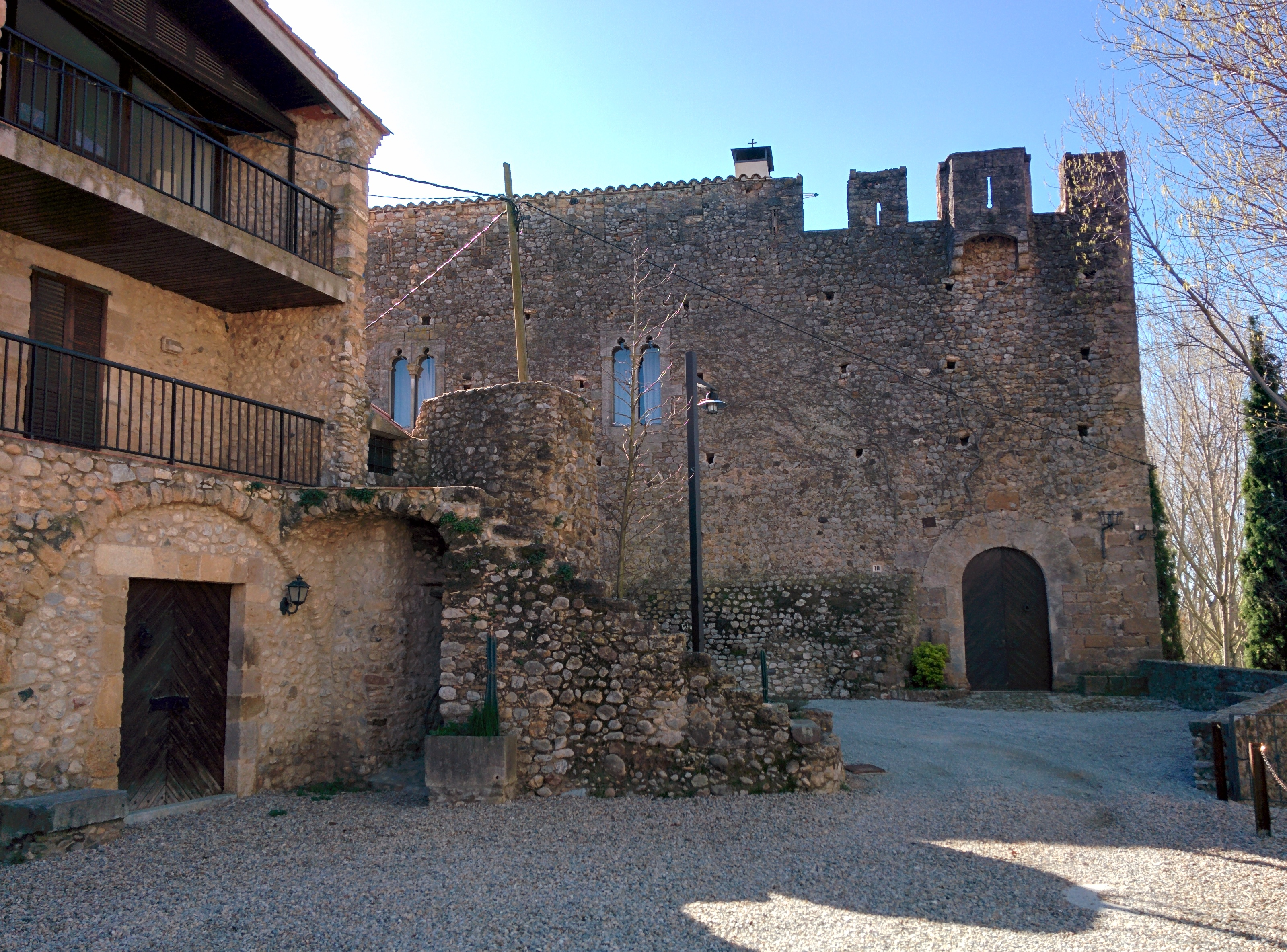
Burganlage von Vilajoan
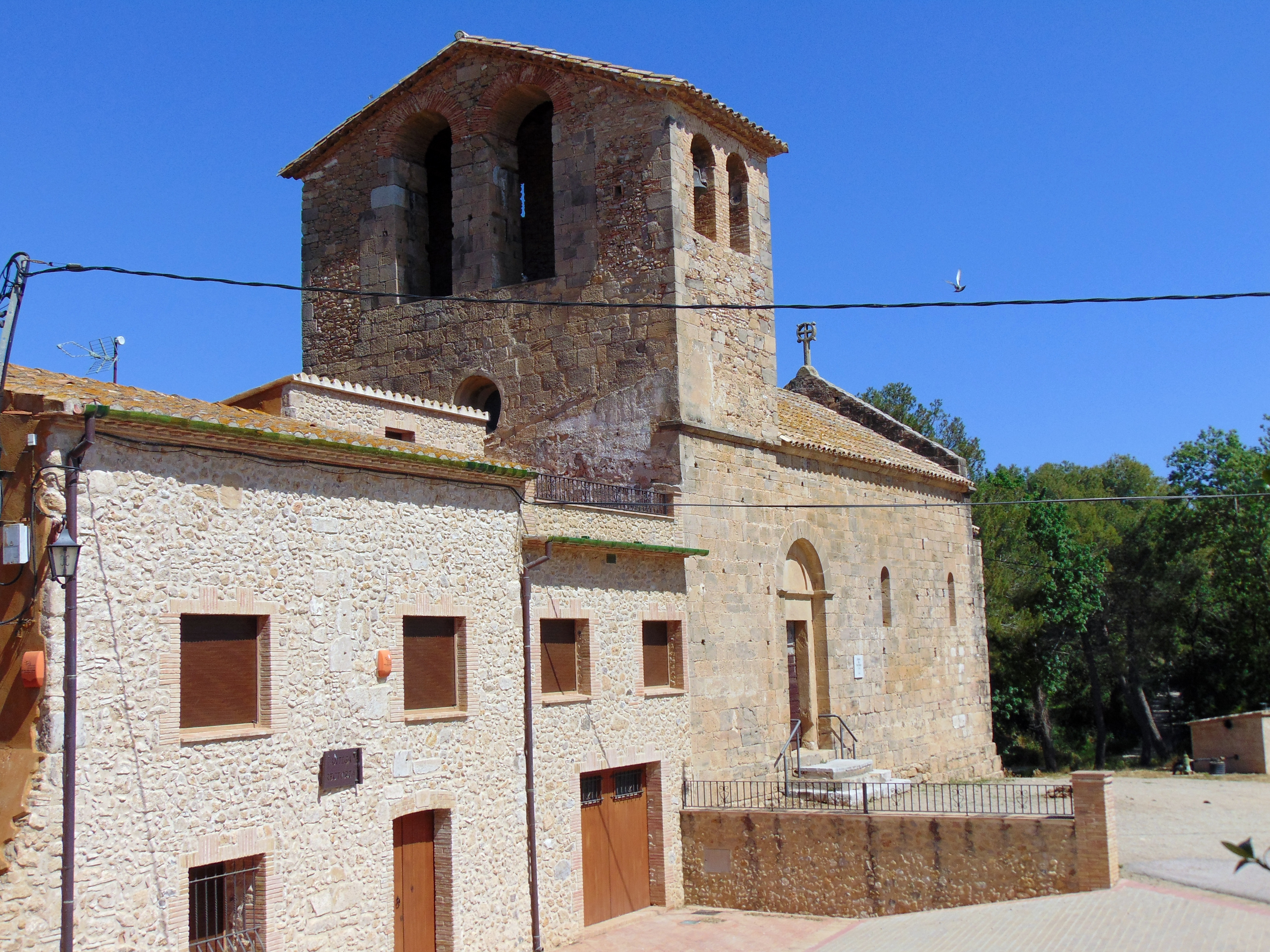
Michaeliskirche
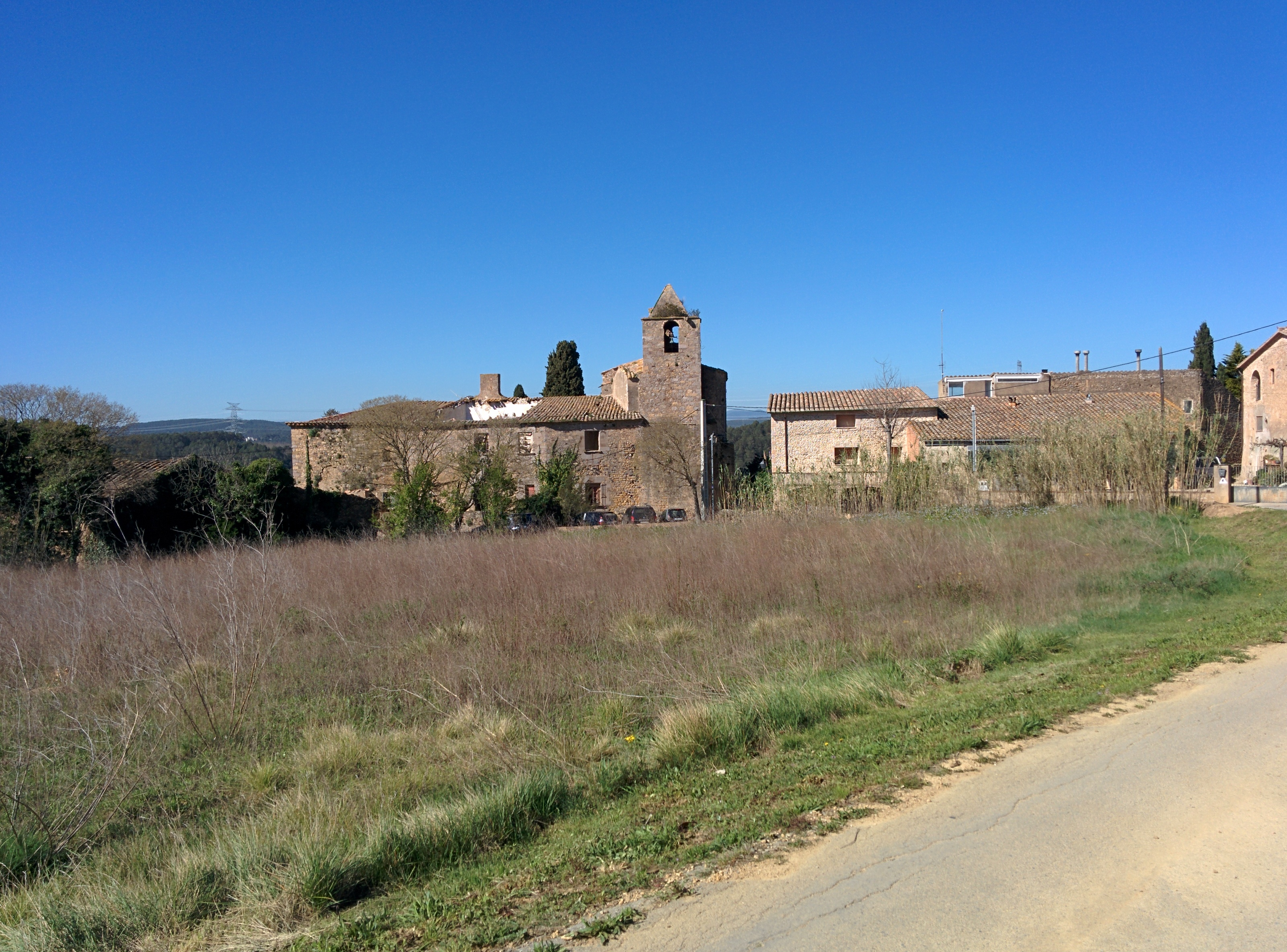
Saturninuskirche
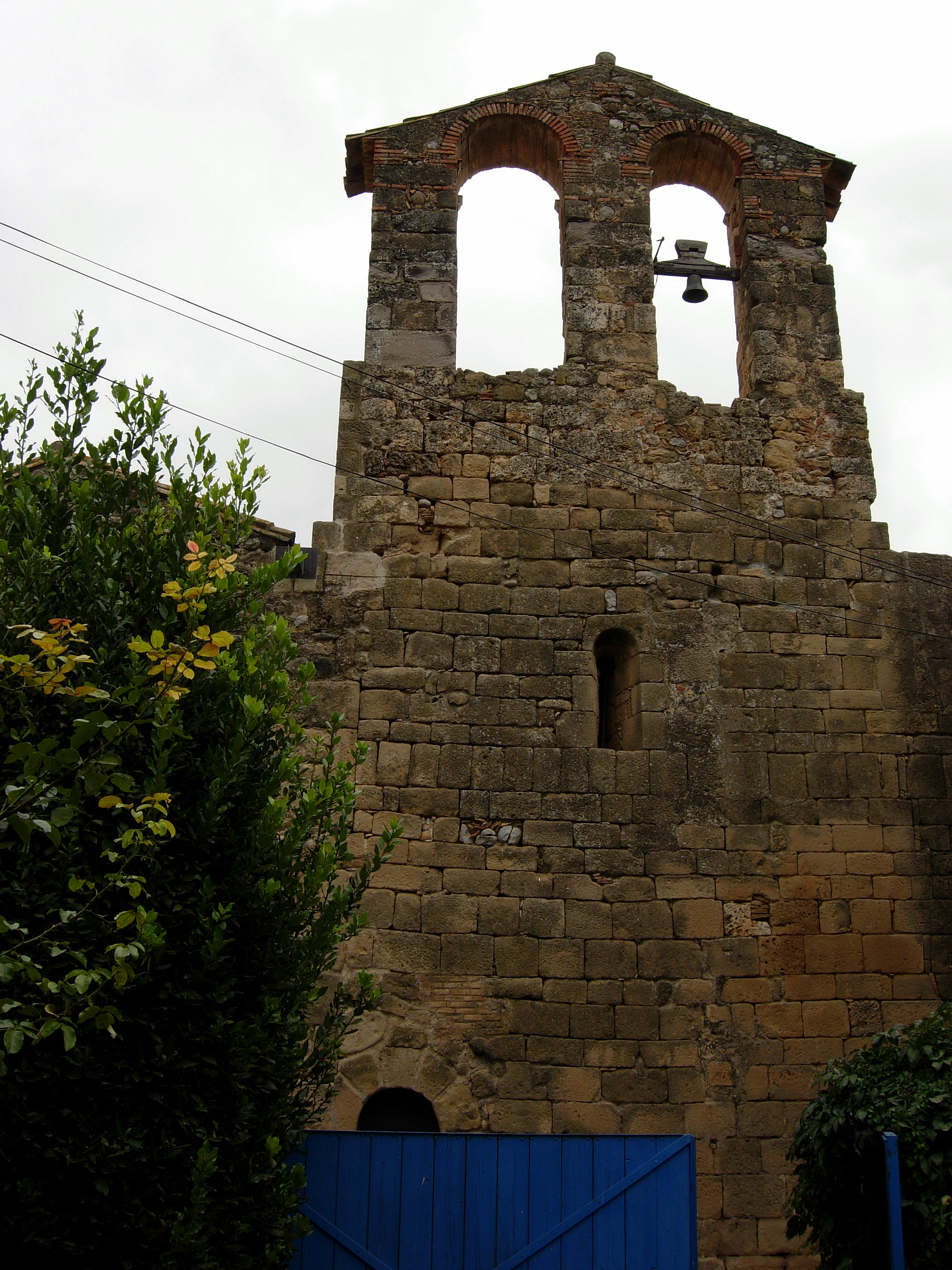
Magdalenenkirche
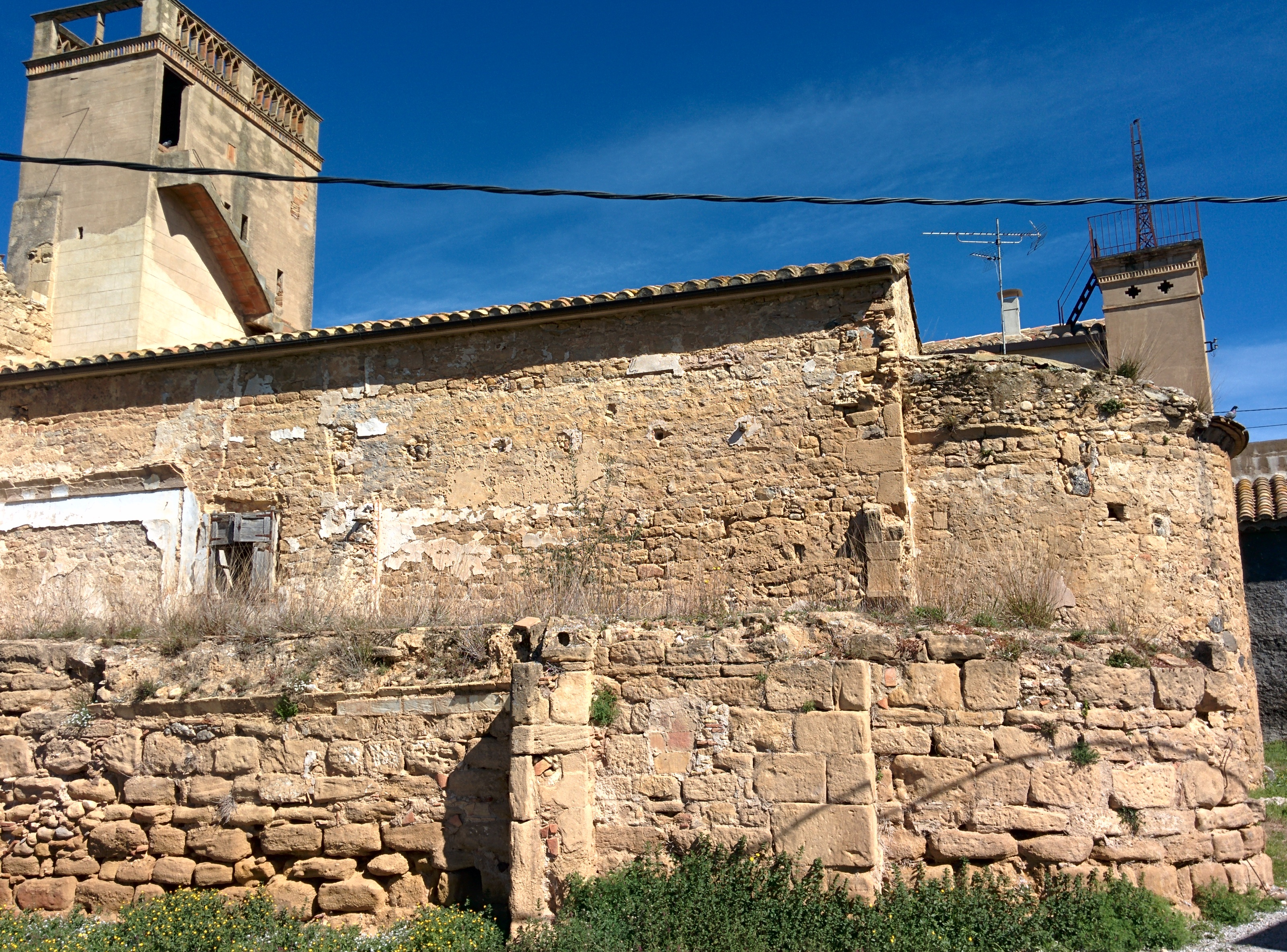
Marienkirche
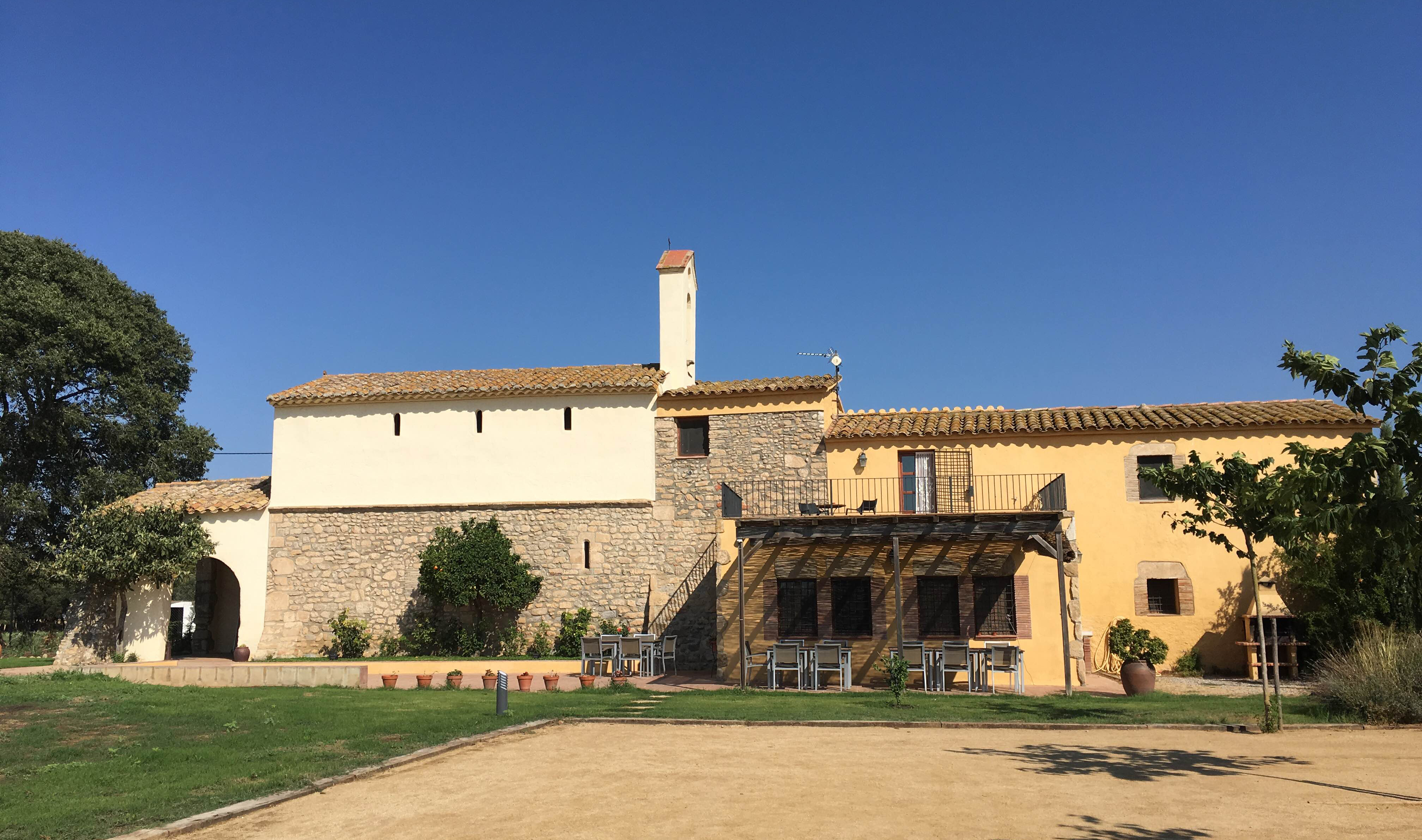
Luzienkapelle

- Michaeliskirche in Garrigàs
- Saturninuskirche von Arenys
- Magdalenenkirche von Vilajoan
- Marienkirche von Ermedàs
- Luzienkapelle von Tonyà

- Burgruine von Arenys
- Burganlage von Vilajoan
- Michaeliskirche
- Saturninuskirche
- Magdalenenkirche
- Marienkirche
- Luzienkapelle